# Kajsa Fredholm
Kajsa Fredholm, född 11 november 1961 i Järfälla norra kbfd, Stockholms län, är en svensk politiker (vänsterpartist). Hon är ordinarie riksdagsledamot sedan 2022, invald för Dalarnas läns valkrets.
I riksdagen är hon ledamot i miljö- och jordbruksutskottet sedan 2022 och suppleant i trafikutskottet. Fredholm är även ledamot i riksdagens delegation till Arktiska parlamentarikerkonferensen sedan 2022.